# Cantó de Gonesse
El cantó de Gonesse és un antic cantó francès del departament de Val-d'Oise, que estava situat al districte de Sarcelles. Comptava amb 9 municipis i el cap era Gonesse.
Va desaparèixer al 2015 i el seu territori es va dividir entre el cantó de Villiers-le-Bel i el cantó de Goussainville.

## Municipis
- Gonesse
- Le Thillay
- Roissy-en-France
- Vémars
- Villeron
- Bouqueval
- Chennevières-lès-Louvres
- Vaudherland
- Épiais-lès-Louvres

## Història
| Data d'elecció                           | Identitat        | Partit        | Qualitat |
| ---------------------------------------- | ---------------- | ------------- | -------- |
| 1945-1951                                | Antoine Demusois | PCF           |          |
| 1951-1967                                | Paul Mazurier    | SFIO          |          |
| 1967-1976                                | Roger Gaston     | PCF           |          |
| 1976-1998                                | Bernard Février  | Divers droite |          |
| 1998-2011                                | Viviane Gris     | PS            |          |
| 2011-                                    | Cédric Sabouret  | PS            |          |
| les dades anteriors no són pas conegudes |                  |               |          |
|                                          |                  |               |          |